# Jöns Mattias Ljungberg
Jöns Mattias Ljungberg, född 1748, död 1812, var en svensk astronom och ämbetsman.
Ljungberg blev student vid Lunds universitet 1763, studerade astronomi och matematik i Göttingen samt blev filosofie magister och professor där 1769. Ljungberg begav sig sedan till England, där han studerade mekaniska uppfinningar, bland annat en spinnmaskin, blev 1778 justitieråd och deputerade i kommerskollegium i Köpenhamn, samt senare statsråd och direktör för fabriksdeputationen där. Ljungberg var en skicklig mekaniker och ämbetsman samt betraktades av sin samtid som en framstående vetenskapsman.